# Muhabbetiella silvai
Muhabbetiella silvai är en tvåvingeart som först beskrevs av Lima 1947.  Muhabbetiella silvai ingår i släktet Muhabbetiella och familjen borrflugor. Inga underarter finns listade i Catalogue of Life.